# Mártonffy Mária
Mártonffy Mária (Esztergom, 1939. április 24. –) magyar színésznő.

## Életpályája
Esztergomban született, 1939. április 24-én. Középiskolai tanulmányait Egerben végezte. Pályáját a Magyar Néphadsereg Színházában kezdte. 1958-tól a debreceni Csokonai Színházhoz szerződött. 1959-től 1982-ig az Állami Déryné Színház illetve 1978-tól a jogutód Népszínház társulatának tagja volt, közben 1963-tól 1966-ig a győri Kisfaludy Színház foglalkoztatta. 1979-től egy évadot a Békés Megyei Jókai Színháznál töltött. 1983-tól 1990-ig a nyíregyházi Móricz Zsigmond Színház színésznője volt. Önálló műsorain irodalmi összeállításokkal, rendhagyó irodalomórákkal lépett fel.
Férje Balogh Béla színész.

## Fontosabb színházi szerepei
- Carlo Gozzi – Friedrich Schiller: Turandot... Skirina, Dzserina anyja
- Victorien Sardou: Szókimondó asszonyság... Julie; Bülowné; Második szomszédasszony
- Valentyin Petrovics Katajev: Bolond vasárnap... Olga; Dr. Lina Sokkova
- Jurij Szergejevics Miljutyin: Juanita csókja... Dolores
- Csokonai Vitéz Mihály: Csongor és Tünde... Ledér
- Jókai Mór: Mire megvénülünk... Hermin
- Jókai Mór – Török Tamás: Szegény gazdagok – Fatia Negra... Mariola, Juon Táré felesége
- Mikszáth Kálmán - Bondy Endre: Tavaszi rügyek... Mariska
- Heltai Jenő: Naftalin... Manci, Csapláros Károly felesége
- Remenyik Zsigmond: Az atyai ház... Korkayné
- Dunai Ferenc: A nadrág... Radóné
- Gádor Béla: Lyuk az életrajzon... Gizike
- Eörsi István: Sírkő és kakaó... Piti Lajosné
- Gyárfás Miklós: Kisasszonyok a magasban (Férfiaknak tilos)... Júlia
- Alan Alexander Milne – Karinthy Frigyes: Micimackó... Kanga
- Pancso Pancsev: Négy süveg... Bonka
- Irina Karnauhova: Mese a tűzpiros virágról... Kápa
- Gabnai Katalin: Tüskerózsa... Anya, János anyja
- Rácz György: Csókot kérek... Piri
- Iszaak Oszipovics Dunajevszkij: Aranyvölgy... Tánya
- Schönthan testvérek – Horváth Jenő – Szenes Iván: A szabin nők elrablása... Etelka, Bányai lánya
- Szinetár György: A nemzet csalogánya... Marika
- Ödön von Horváth: Mesél a bécsi erdő... Második néni
- Oscar Straus: Varázskeringő... Cintányéros Fifi

## Filmek, tv
- Megöltek egy lányt (1961)

## Róla
- Bános Tibor: Thália szerén című könyvében